# Moacir Rodrigues Santos
Moacir Rodrigues Santos (Belo Horizonte, 1970. március 21. – 2024. július 20.) válogatott brazil labdarúgó, középpályás.

## Nemzeti válogatott
A brazil válogatottban hat mérkőzésen szerepelt és egy gólt szerzett.

## Statisztika
| Brazil válogatott | Brazil válogatott | Brazil válogatott |
| Időszak           | Mérk.             | gól               |
| ----------------- | ----------------- | ----------------- |
| 1990              | 3                 | 0                 |
| 1991              | 3                 | 1                 |
| Összesen          | 6                 | 1                 |